# Impatiens bisaccata
Impatiens bisaccata är en balsaminväxtart som beskrevs av Otto Warburg. Impatiens bisaccata ingår i släktet balsaminer, och familjen balsaminväxter. Inga underarter finns listade i Catalogue of Life.